# Canalejas de Peñafiel
Canalejas de Peñafiel es un municipio de España perteneciente a la provincia de Valladolid, en la comunidad autónoma de Castilla y León. Tiene una superficie de 32,10 km² y una población de 224 habitantes. Pertenece a la comarca de Campo de Peñafiel.

## Geografía

### Ubicación
La localidad se encuentra en el extremo este de la provincia de Valladolid y tiene una superficie de 32,10 km².
| Noroeste: Torre de Peñafiel      | Norte: Peñafiel         | Noreste: Rábano                          |
| Oeste: Fompedraza                |                         | Este: Torre de Peñafiel                  |
| Suroeste: Campaspero y Olombrada | Sur: Membibre de la Hoz | Sureste: Aldeasoña y Laguna de Contreras |

### Clima
El clima de Canalejas de Peñafiel es mediterráneo continentalizado, como consecuencia de la elevada altitud y su alejamiento de la costa, sus principales características son:
- La temperatura media anual es de 12,40 °C , con una importante oscilación térmica entre el día y la noche que puede superar los 20 °C. Los inviernos son largos y fríos, con frecuentes nieblas y heladas, mientras que los veranos son cortos y calurosos, con máximas en torno a los 30 °C, pero mínimas frescas, superando ligeramente los 13 °C. El refrán castellano "Nueve meses de invierno y tres de infierno" lo caracteriza a la perfección.

- Las precipitaciones anuales son escasas (451,60mm) pero se distribuyen de manera relativamente equilibrada a lo largo del año excepto en el verano que es la estación más seca (72,80mm). Las montañas que delimitan la meseta retienen los vientos y las lluvias, excepto por el Oeste, donde la ausencia de grandes montañas abre un pasillo al Océano Atlántico por el que penetran la mayoría de las precipitaciones que llegan a Canalejas de Peñafiel.

| Precipitaciones por estación (mm) |        |        |          |        |
| Primavera                         | Verano | Otoño  | Invierno | TOTAL  |
| 131,70                            | 72,80  | 123,10 | 124,00   | 451,60 |

En la Clasificación climática de Köppen se corresponde con un clima Csb (oceánico mediterráneo), una transición entre el Csa (mediterráneo) y el Cfb (oceánico) producto de la altitud. A diferencia del mediterráneo presenta un verano más suave, pero al contrario que en el oceánico hay una estación seca en los meses más cálidos.
| Parámetros climáticos promedio de Aldeasoña en el periodo 1966-2003                                                             | Parámetros climáticos promedio de Aldeasoña en el periodo 1966-2003 | Parámetros climáticos promedio de Aldeasoña en el periodo 1966-2003 | Parámetros climáticos promedio de Aldeasoña en el periodo 1966-2003 | Parámetros climáticos promedio de Aldeasoña en el periodo 1966-2003 | Parámetros climáticos promedio de Aldeasoña en el periodo 1966-2003 | Parámetros climáticos promedio de Aldeasoña en el periodo 1966-2003 | Parámetros climáticos promedio de Aldeasoña en el periodo 1966-2003 | Parámetros climáticos promedio de Aldeasoña en el periodo 1966-2003 | Parámetros climáticos promedio de Aldeasoña en el periodo 1966-2003 | Parámetros climáticos promedio de Aldeasoña en el periodo 1966-2003 | Parámetros climáticos promedio de Aldeasoña en el periodo 1966-2003 | Parámetros climáticos promedio de Aldeasoña en el periodo 1966-2003 | Parámetros climáticos promedio de Aldeasoña en el periodo 1966-2003 |
| Mes | Ene.                                                                | Feb.                                                                | Mar.                                                                | Abr.                                                                | May.                                                                | Jun.                                                                | Jul.                                                                | Ago.                                                                | Sep.                                                                | Oct.                                                                | Nov.                                                                | Dic.                                                                | Anual                                                               |
| --- | ------------------------------------------------------------------- | ------------------------------------------------------------------- | ------------------------------------------------------------------- | ------------------------------------------------------------------- | ------------------------------------------------------------------- | ------------------------------------------------------------------- | ------------------------------------------------------------------- | ------------------------------------------------------------------- | ------------------------------------------------------------------- | ------------------------------------------------------------------- | ------------------------------------------------------------------- | ------------------------------------------------------------------- | ------------------------------------------------------------------- |
| Precipitación total (mm) | 44.00                                                               | 39.20                                                               | 30.70                                                               | 47.60                                                               | 53.40                                                               | 33.40                                                               | 18.60                                                               | 20.80                                                               | 27.50                                                               | 46.80                                                               | 48.80                                                               | 40.90                                                               | 451.60                                                              |
| Fuente: Ministerio de Agricultura, Alimentación y Medio Ambiente. Datos de precipitación para el periodo 1966-2003 en Aldeasoña |                                                                     |                                                                     |                                                                     |                                                                     |                                                                     |                                                                     |                                                                     |                                                                     |                                                                     |                                                                     |                                                                     |                                                                     |                                                                     |

## Geografía humana

### Demografía
Cuenta con una población de 252 habitantes (INE 2024).

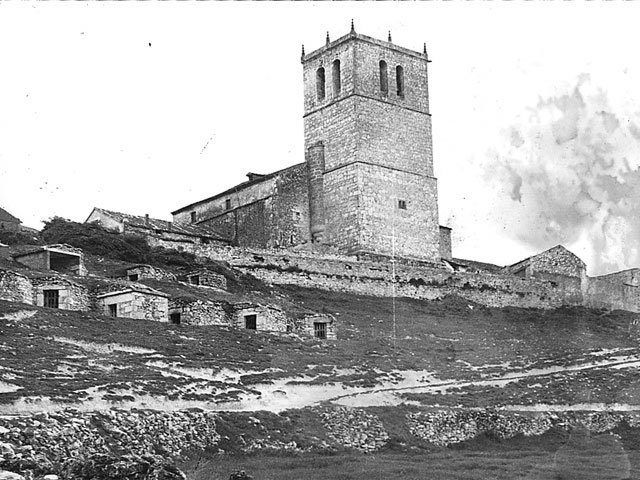
Vista de la iglesia, principios siglo XX

| Gráfica de evolución demográfica de Canalejas de Peñafiel entre 1842 y 2021                                           |
| |
| Población de derecho según los censos de población del INE. Población de hecho según los censos de población del INE. |

## Símbolos
El escudo heráldico y la bandera que representan al municipio fueron aprobados oficialmente el 28 de marzo de 2014. El blasón que define al escudo es el siguiente:

«Escudo de forma española. De gules, tres montes de oro sumados de torre de oro aclarada de azur superada de corona marquesal de oro y pedrería. Campaña de azur cargada en su centro con el escudo del linaje Girón, a saber, cortado encajado de oro y gules; jefe partido de Castilla y León. Bordura de plata cargada de ocho torres de gules abiertas. Al timbre, corona real de España.»
Boletín Oficial de Castilla y León nº 76 de 23 de abril de 2014

La descripción textual de la bandera es la siguiente:

«Bandera. Bandera de dimensiones 1:2, fileteada. De rojo (o gules), torre abierta de amarillo (u oro) sumada de corona marquesal de amarillo (u oro) y pedrería. Filo de Blanco (o plata) cargado de ocho torres abiertas de rojo (o gules), almenadas, puestas tres en la parte superior del batiente, tres en la parte inferior, una al asta y una al extremo central batiente.»
Boletín Oficial de Castilla y León nº 76 de 23 de abril de 2014